# MEDNIK-Syndrom
Das MEDNIK-Syndrom, Akronym für Mentale Retardierung, Enteropathie, Taubheit (Deafness), Periphere Neuropathie, Ichthyosie und Keratoderma, ist eine sehr seltene angeborene Erkrankung mit Hautveränderungen, neurologischen Auffälligkeiten und Darmerkrankung. Es handelt sich um eine Sonderform der Erythrokeratodermia variabilis.
Synonyme sind:  Erythrokeratodermia variabilis 3;  EKV3; Erythrokeratodermia variabilis vom Kamouraska Typ.
Die Bezeichnung bezieht sich auf die kanadische Gemeinde Kamouraska, in der das Krankheitsbild erstmals im Jahre 2005 von T. G. Saba und Mitarbeitern beschrieben wurde.

## Verbreitung und Ursache
Die Häufigkeit wird mit unter 1 zu 1'000'000 angegeben, bislang wurden nur wenige Familien beschrieben.
Die Vererbung erfolgt autosomal-rezessiv.
Der Erkrankung liegen Mutationen im AP1S1-Gen im Chromosom 7 am Genort q22.1 zugrunde, welches für die Subunit Sigma1a des AP-1 Komplexes kodiert.
Anscheinend reguliert das AP1S1-Gen die Kupfer-Transportproteine in die Zelle, somit ergibt sich eine Stoffwechselstörung im Kupfer-Kreislauf. Vergleiche auch Morbus Wilson und Menkes-Syndrom.

## Klinische Erscheinungen
Zusätzlich zu den namensgebenden Hauptmerkmalen:
- Geistige Behinderung
- Enteropathie
- Taubheit
- Periphere Neuropathie
- Ichthyose
- Verhornungsstörung

findet sich eine Hepatopathie.

## Therapie
Eine Behandlung der Kupferstoffwechselstörung mittels Zinkazetat erscheint erfolgversprechend.